# Uperoleia tyleri
Espèce
Statut de conservation UICN

 DD  : Données insuffisantes
Uperoleia tyleri est une espèce d'amphibiens de la famille des Myobatrachidae.

## Répartition

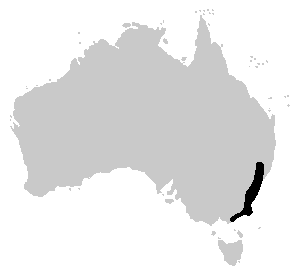
Répartition

Cette espèce est endémique des régions côtières du Sud-Est de l'Australie. Elle se rencontre dans le sud-est de la Nouvelle-Galles du Sud et dans l'est du Victoria,.

## Étymologie
Son nom d'espèce lui a été donné en référence à Michael James Tyler (1937-), herpétologiste australien.

## Description

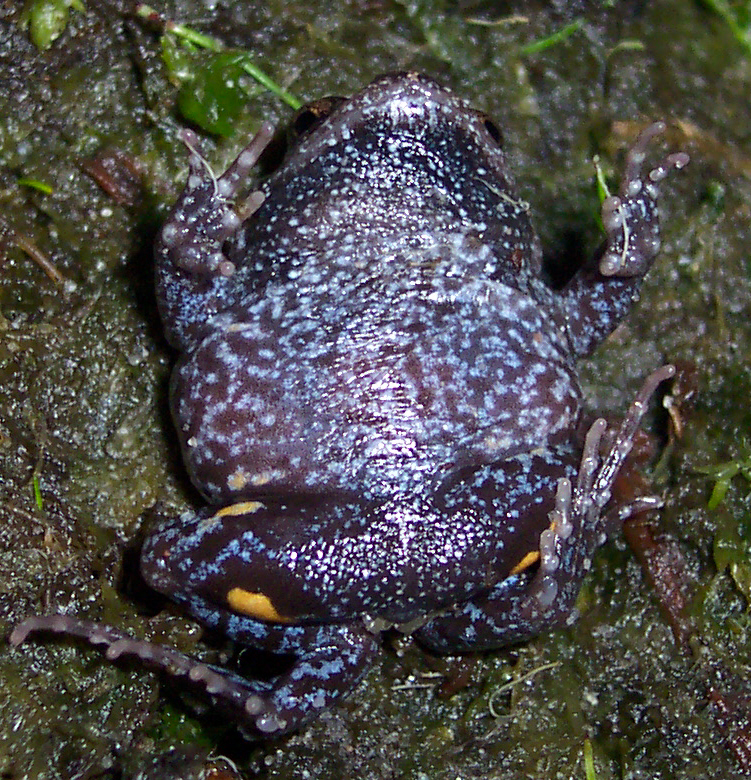
Uperoleia tyleri, face ventrale.

Uperoleia tyleri mesure environ 35 mm. Son dos varie du brun clair au brun foncé avec des taches jaunes ou orangées. Sa tête présente une marque pâle mais qui est moins distincte qu'elle ne l'est chez Uperoleia fusca et Uperoleia laevigata (à laquelle elle est très semblable). Ses aisselles et le haut de ses cuisses sont marqués de jaune. Son ventre est pigmenté de bleu foncé et de noir.

## Publication originale
- Davies & Littlejohn, 1986 : Frogs of the genus Uperoleia Gray (Anura: Leptodactylidae) in south-eastern Australia. Transactions of the Royal Society of South Australia, vol. 110, p. 111-144 (texte intégral).